# کمرکولی بزرگ
کمرکولی بزرگ یا کمرکولی ایرانی (نام علمی: Sitta tephronota) نام یک گونه از تیره کمرکولی است.
این گونه در پاکستان، کردستان، ترکیه، ایران و جمهوری آذربایجان پراکنده است.